# Polymérie
Pour les articles homonymes, voir Polymérie (homonymie).

Au niveau de l'appareil reproducteur des végétaux, l'histoire évolutive est marquée par le passage de la disposition spiralée des organes floraux, à la disposition verticillée (selon les règles de phyllotaxie), et par la diminution du nombre de pièces florales par verticille.

La polymérie, appelée aussi la X-mérie ou n-mérie, désigne le nombre de divisions symétriques (de symétrie en général axiale) des verticilles  (périanthe, feuilles, branches) d'une plante. Elle est surtout utilisée pour caractériser les sépales du calice, les pétales de la corolle ou les étamines de l'androcée d'une fleur.
Pour une fleur n-mère, lorsque le nombre de pièces florales par cycle est :
- égal à n : le cycle est dit isomère (isomérie, caractère primitif).
- inférieur à n par avortement, concrescence : cycle dit oligomère ou méiomère (oligomérie ou méiomérie, caractère évolué).
- supérieur à n par dédoublement : cycle dit polymère ou pléiomère (polymérie ou pléiomèrie, caractère évolué).

Les botanistes parlent aussi de fleur tricyclique (trois verticilles de pièces florales), tétracyclique (4), pentacyclique (5, cas le plus fréquent), hexacyclique (6, comme chez les rosacées).

## Tendances évolutives
Au niveau de l'appareil reproducteur des végétaux, la tendance évolutive va vers la cyclisation des pièces florales et une diminution du nombre de pièces florales par verticille (l'évolution se fait vers l'oligomérie puis la monomérie, avec par exemple l'orchidée monomère).

## Types principaux de polymérie
- 2 : dimère
- 3 : trimère
- 4 : tétramère
- 5 : pentamère
- 6 : hexamère
- nombre indéfini : polymère

## Galerie

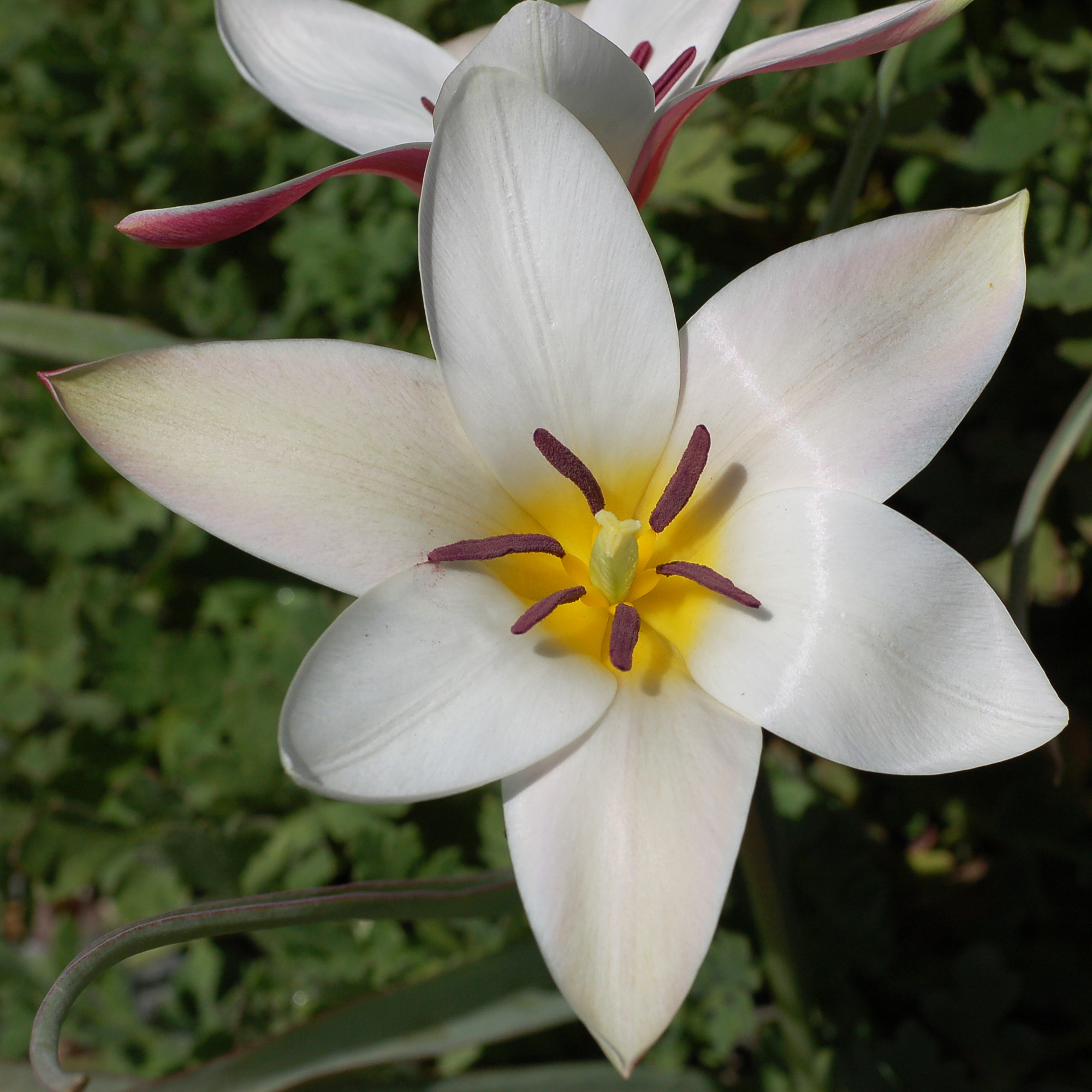
Tulipa clusiana: trimère
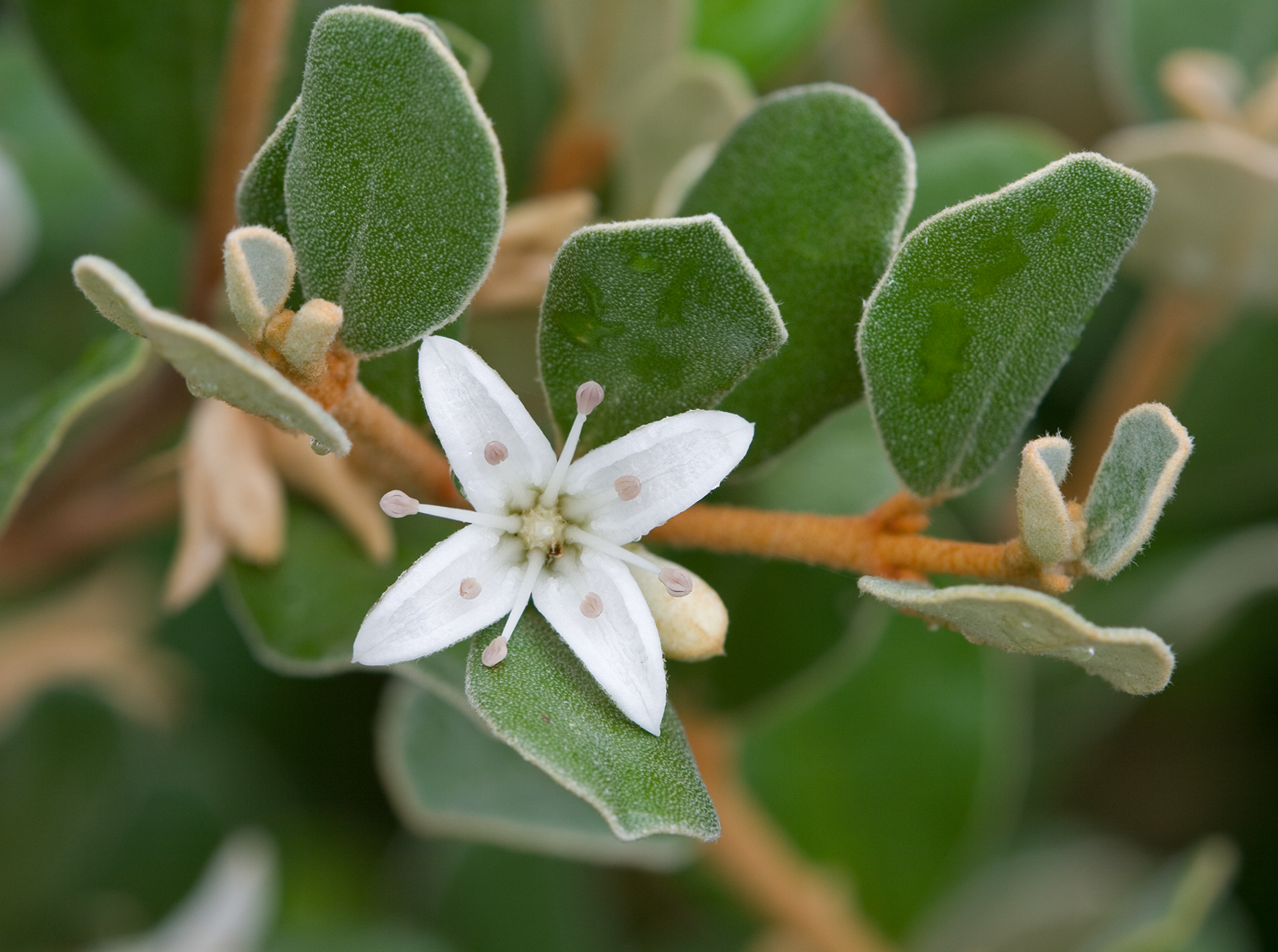
Correa alba: tétramère
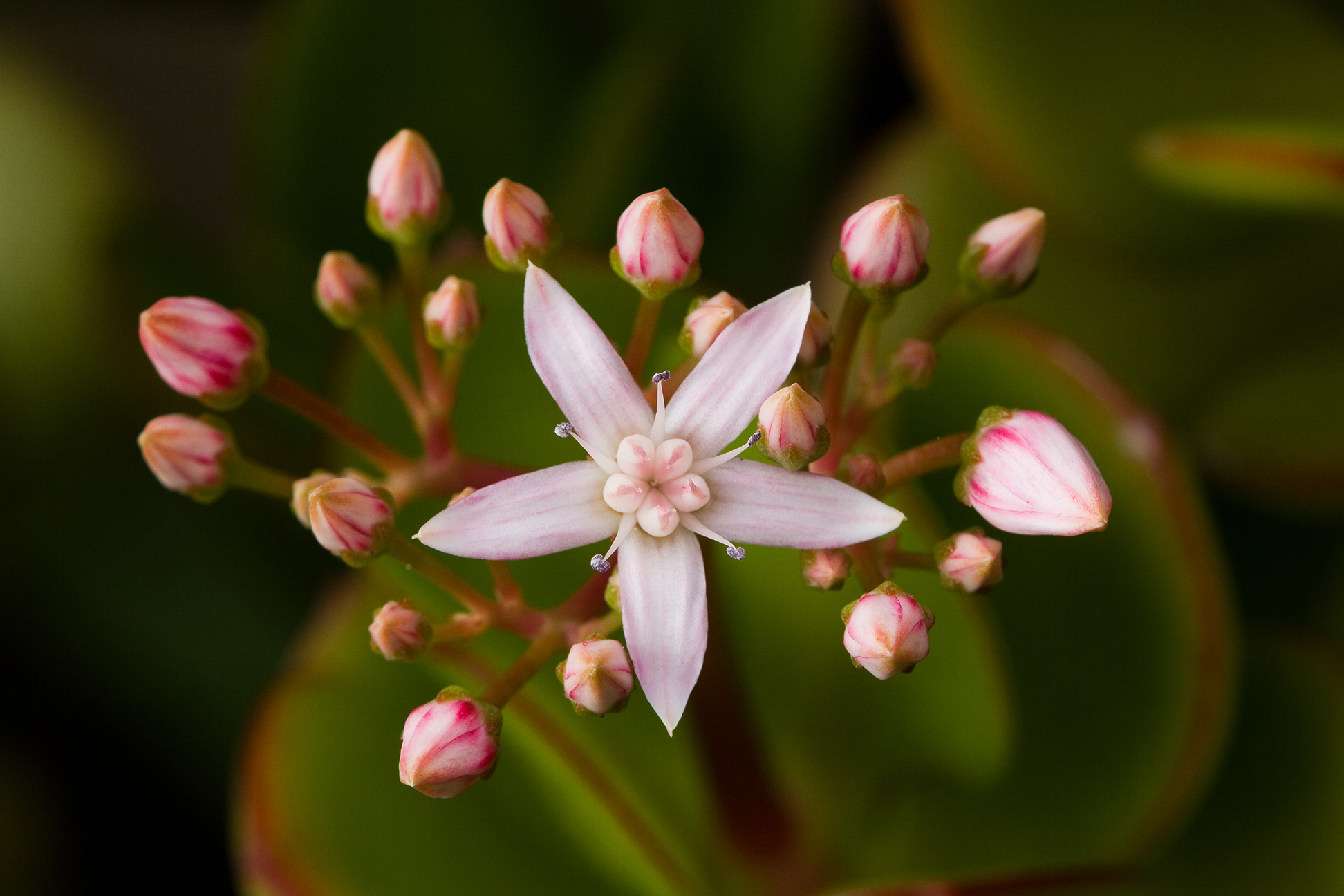
Crassula ovata: pentamère
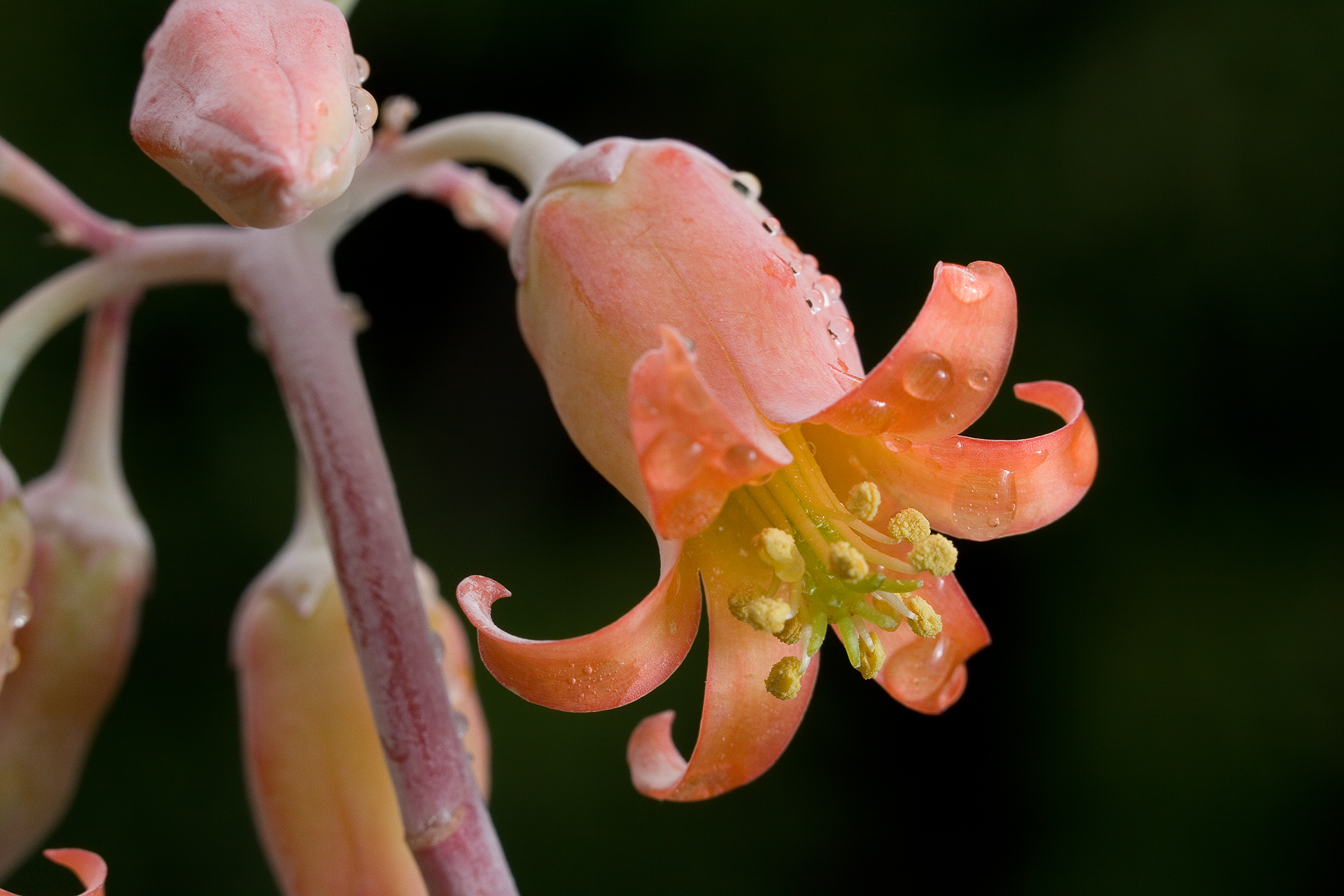
Cotyledon orbiculata : hexamère